# Bitlisse
Bitlisse (em turco: Bitlis é uma cidade e distrito (em turco: ilçe) do sudeste da Turquia. É a capital da província homónima e faz parte da Região da Anatólia Oriental. O distrito tem 1 128 km² de área e em 2021 tinha 53 023 habitantes (densidade: 47 hab./km²). Em 2012 tinha 64 725 habitantes, dos quais 46 111 moravam na cidade.

## Etimologia
Segundo a tradição local, o nome deriva de Lis ou Bátlis, o nome de um general que teria construído o castelo por ordem de Alexandre, o Grande. Para os arménios, a cidade era conhecida como Balalexe (em arménio: Բաղաղեշ, Bałałeš) e, mais tarde, Balexe (Բաղեշ, Bałeš), que significa "burro frio". O nome da cidade em curdo é Bilisse ou Bedlisse (Bilîs ou Bedlîs), em siríaco como Bete Dlisse (ܒܝܬ ܕܠܝܣ‎, Beṯ Dlis) e em árabe como Badlisse (Badlis). A grafia em turco otomano era بتليس e no passado também se usou a forma Bidlisse. O nome atual em arménio é Bitlisse (Բիթլիս).